# Frankford (Delaware)
Frankford è una città degli Stati Uniti, situata nella Contea di Sussex, nello Stato del Delaware. Secondo il censimento del 2000 la popolazione era di 714 abitanti. Appartiene all'area micropolitana di Seaford.

## Storia
Situata sulla U.S. Route 113, Frankford venne fondata nel 1808 e divenne comune del 1937. Il primo nome dell'insediamento fu Frankford Village nel 1848, quando fu aperto il primo ufficio postale. Con l'arrivo della Pennsylvania Railroad vennero costruiti un hotel, negozi commerciali, ma anche un piccolo teatro.

## Geografia fisica
Secondo i rilevamenti dello United States Census Bureau, la città di Frankford si estende su una superficie totale di 1,8 km², tutti quanti occupati da terre.

## Popolazione
Secondo il censimento del 2000, a Frankford vivevano 714 persone, ed erano presenti 172 gruppi familiari. La densità di popolazione era di 714 ab./km². Nel territorio comunale si trovavano 258 unità edificate. Per quanto riguarda la composizione etnica degli abitanti, il 45,24% era bianco, il 35,01% era afroamericano, il 2,94% era nativo, e lo 0,42% era asiatico. Il restante 16,38% della popolazione appartiene ad altre razze o a più di una. La popolazione di ogni razza proveniente dall'America Latina corrisponde al 20,73% degli abitanti.
Per quanto riguarda la suddivisione della popolazione in fasce d'età, il 32,5% era al di sotto dei 18, il 9,5% fra i 18 e i 24, il 25,4% fra i 25 e i 44, il 19,3% fra i 45 e i 64, mentre infine il 13,3% era al di sopra dei 65 anni di età. L'età media della popolazione era di 31 anni. Per ogni 100 donne residenti vivevano 88,9 maschi.